# 1983-as magyar gyeplabdabajnokság
Az 1983-as magyar gyeplabdabajnokság az ötvenharmadik gyeplabdabajnokság volt. A bajnokságban hat csapat indult el, a csapatok két kört játszottak, majd az 1-4. helyezettek egymás közt még két kört.

## Tabella
| #  | Csapat             | M  | Gy | D | V  | G+ | G- | P  | Megjegyzés     |
| -- | ------------------ | -- | -- | - | -- | -- | -- | -- | -------------- |
| 1. | Építők SC          | 16 | 11 | 3 | 2  | 37 | 8  | 25 |                |
| 2. | Budai Pedagógus    | 16 | 7  | 4 | 5  | 21 | 17 | 18 |                |
| 3. | Kinizsi Sörgyár SK | 16 | 9  | 1 | 6  | 26 | 19 | 17 | 2 pont levonva |
| 4. | Gödöllői SC        | 16 | 6  | 4 | 6  | 21 | 21 | 16 |                |
|    |                    |    |    |   |    |    |    |    |                |
| 5. | Volánbusz SC       | 10 | 3  | 0 | 7  | 11 | 22 | 6  |                |
| 6. | Auras SE           | 10 | 0  | 0 | 10 | 0  | 29 | 0  |                |

* M: Mérkőzés Gy: Győzelem D: Döntetlen V: Vereség G+: Ütött gól G-: Kapott gól P: Pont